# 藤一色
藤一色(ふじいっしょく)は、遠藤遥風と加藤広祐を中心に旗揚げし、東京都内を中心に活動している日本の劇団。

## 概要
2015年に結成。常識に囚われず、現実に。は起こり得ない架空の出来事を身近に感じられる「遠くないファンタジー」をコンセプトとして掲げる。

## 劇団員
2020年11月現在。劇団員には全員「藤」の名がついている。

### 男優
- 遠藤遥風- 主宰
- 加藤広祐- 主宰
- 藤澤サトシ
- 須賀藤渓

### 女優
- 藤松優
- 藤屋安実

## 主な上演作品
初演より遠藤遥風が主に脚本を担当、2016年より演出は加藤広祐が担当している。

### 劇団公演[4]
- 第一色公演『御伽座流星群』
- 第二色公演『メタリック・ブルー』
- 第三色公演『御伽座三日月流星群』
- 第四色公演『夢の外で 今の中で』
- 第五色『御伽座極月流星群』
- 脚色公演 赤『シン・デレラ』
- 第六色公演『三角形の世界の中の』
- 第七色公演『存る日』
- 脚色公演　白『いかにも、秋の脱臼祭り』
- 第八色公演『私のそばには芝が居る』[5]
- 染色公演『恋愛事変』
- 脚色公演　紫『シン・デレラ』『デレラ～クイーン・オブ・モンスターズ～』[6]

### 外部上演作品[7]
- 『夢の中で生きている夢の中では生きられない獣』[8]作：遠藤遥風/演出：加藤広祐/出演：藤屋安実（アポフェスひとり芝居博覧会＠APOCシアター）
- 『この日見た犬の名前を僕はまだ知らへん』[9]作：遠藤遥風/演出・出演：加藤広祐（アポックひとり芝居フェスティバル 『APOFES2021』＠APOCシアター）